# Село Роге, борци пали у ратовима од 1912. до 1918. године
Списак бораца из села Роге, Општина Пожега, погинулих и умрлих у Балканским и Првом светском рату преузет је из књиге „Пожега и околина”, објављене 1978. године.
Подаци за подручје Пожеге прикупљани су у периоду 1976–1977. године преко матичних књига умрлих, спомен-плоча, крајпуташа, као и разговора са преживелим борцима и појединим грађанима који су по сећању могли да дају податке, уз напомену да спискови могуће да нису потпуни, због временске дистанце и недостатка поузданих извора.

## Списак
1. Браловић Милован
2. Вајовић Бошко
3. Вајовић Будимир
4. Вајовић Миљко
5. Вајовић Милош
6. Вајовић Мијајло
7. Вукајловић Милосав
8. Вукашиновић Бранислав
9. Вукашиновић Гвозден
10. Вукашиновић Димитрије
11. Вукашиновић Јовиша
12. Вукашиновић Миливоје
13. Вукашиновић Петроније
14. Вукашиновић Станко
15. Вукашиновић Тимотије
16. Вукосавић Сретен
17. Вукосавић Средоје
18. Вуловић Драгутин
19. Вуловић Милован
20. Гавриловић Љубомир
21. Гавриловић Миленко
22. Грујичић Ивко
23. Ђорђевић Михаило
24. Живановић Драго
25. Живановић Димитрије
26. Живановић Живко
27. Живановић Стојан
28. Ивановић Анђелко
29. Ивановић Божо
30. Ивановић Вељко
31. Ивановић Драго
32. Ивановић Милутин
33. Ивановић Милија
34. Ивановић Милета
35. Ивановић Миладин
36. Јовановић Милија
37. Јовановић Радиша
38. Јованчић Видоје
39. Јоковић Душко
40. Јоковић Драгомир
41. Јоковић Чедомир
42. Кабаница Војислав
43. Кабаница Вукосав
44. Кабаница Велимир
45. Кабаница Милосав
46. Кабаница Милисав
47. Кабаница Милун
48. Кабаница Периша
49. Кабаница Цветко
50. Ковачевић Страјин
51. Ковачевић Перо
52. Ковачевић Периша
53. Ковачевић Михаило
54. Ковачевић Коста
55. Ковачевић Василије
56. Ковачевић Владе
57. Маринковић Милутин
58. Марковић Велимир
59. Марковић Ч. Драгић
60. Марковић Здравко
61. Марковић Крсман
62. Марковић Милован
63. Марковић Средоје
64. Миливојевић Војислав
65. Миливојевић Миленко
66. Миливојевић Радојица
67. Миливојевић Светозар
68. Миливојевић Спиридан
69. Обрадовић Бранислав
70. Обрадовић Нешко
71. Павловић Рајко
72. Перуничић Вукадин
73. Перуничић Владисав
74. Перуничић Добросав
75. Перуничић Драгомир
76. Петрић Алекса
77. Петрић Вукашин
78. Петрић Витор
79. Петрић Светозар
80. Сарван Видоје
81. Сарван Милован
82. Сарван Мићо
83. Сарван Милисав
84. Сарван Обрад
85. Сарван Радосав
86. Сарван Раденко
87. Сарван Радисав
88. Сарван Сретен
89. Стојковић Анђелко
90. Стојковић Вељко
91. Стојковић Војин
92. Тошић Јанко
93. Тошић Пајо
94. Филиповић Вујица
95. Филиповић Ивко
96. Филиповић Ранко
97. Цвијовић Митар
98. Чоловић Дамњан
99. Чоловић Милета
100. Чоловић Сретен[1]